# Загальноосвітня школа № 3 (Добропілля)
Загальноосвітня школа № 3 навчальний заклад міста Добропілля.

## Історія
Школа збудована в 1963 році за допомогою шахти "Алмазної", на той час шахту очолював В. Ф. Чуміков. В перші роки школа була восьмирічною. З 1967 року ЗОШ 1-3 ступенів. Першим директором школи призначили П. В. Фоменко. Багато років директором школи працював Л. Ф. Бутєв. Нині школу очолює П. М. Поліщук.

## Вчителі
Найкращі вчителі-ветерани школи - В. М. Блохін, Л.Ф Бутєв, Л.Р. Іщенко, Г.О. Риженко, Г.Г. Ланкіна, Д.С. Севастьянов, Л.М. Пащкова, О.М. Єлисеєва, В.І. Кононенко, Л.А. Іжболдіна, Н.І. Костєвіч. У школі працювали К. Г. Прокопенко - директор ЦДЮТ, Л.М. Петрова - завідувач методкабінету міського відділу освіти.